# Den Norske Turistforening

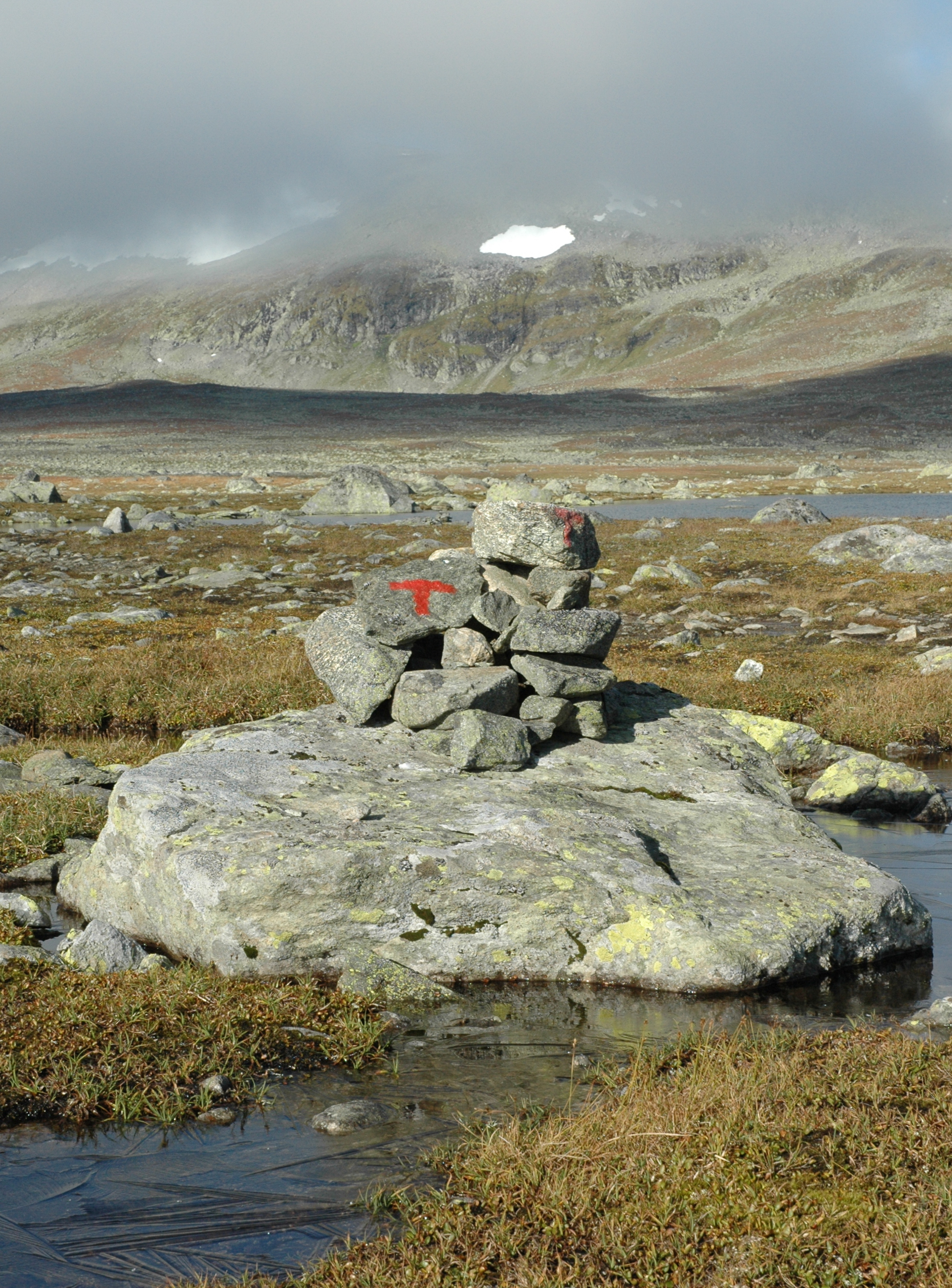
T-markering, symbool van de organisatie

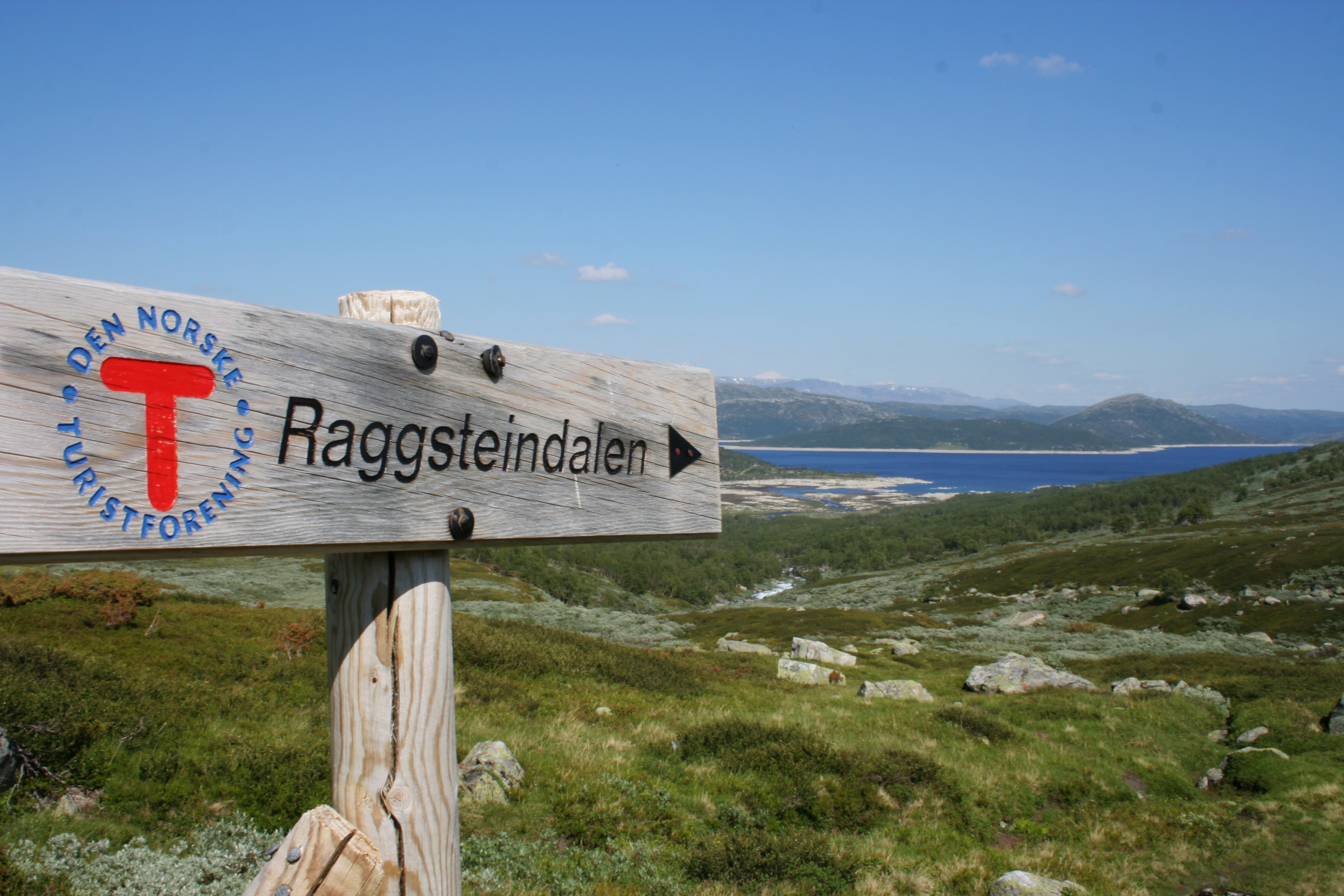
Bewegwijzering

Den Norske Turistforening (DNT) is een Noorse organisatie die zich richt op het verkennen van het Noorse landschap.  DNT werd opgericht in 1868, en heeft inmiddels ruim 200.000 leden. De secretaris is  voormalig minister Kristin Krohn Devold.
Het verkennen van het landschap wordt bevorderd door het uitzetten van gemarkeerde wandelingen en langeafstandswandelpaden, kenbaar door een rode T, en het beheren van toeristenhutten. 
De oudste hut is de hut in Gjendebu, de grootste in Finse. Daarnaast zijn er nog zo'n 400 hutten verspreid over het hele land. Een klein deel hiervan is bemand, de rest is zelfbediening.  De meeste hutten liggen in een van de nationale parken van Noorwegen.